# Mô hình kinh tế

Sơ đồ mô hình IS / LM

Trong kinh tế học, mô hình là một cấu trúc lý thuyết đại diện cho các quá trình kinh tế bằng một tập hợp các biến và một tập hợp các mối quan hệ logic và/hoặc định lượng giữa chúng. Mô hình kinh tế là một khung đơn giản, thường là toán học, được thiết kế để minh họa các quy trình phức tạp. Thường xuyên, các mô hình kinh tế đặt ra các tham số cấu trúc. Một mô hình có thể có các biến ngoại sinh khác nhau và các biến đó có thể thay đổi để tạo ra các phản ứng khác nhau theo các biến kinh tế. Phương pháp sử dụng các mô hình bao gồm: điều tra, lý thuyết hóa và lý thuyết phù hợp với thế giới.

## Tổng quan
Nói chung, các mô hình kinh tế có hai chức năng: thứ nhất là đơn giản hóa và trừu tượng hóa từ dữ liệu quan sát và thứ hai là phương tiện lựa chọn dữ liệu dựa trên mô hình nghiên cứu kinh tế lượng.
Đơn giản hóa là đặc biệt quan trọng đối với kinh tế do sự phức tạp khổng lồ của các quá trình kinh tế. Sự phức tạp này có thể được quy cho sự đa dạng của các yếu tố quyết định hoạt động kinh tế; những yếu tố này bao gồm: quá trình quyết định cá nhân và hợp tác, hạn chế tài nguyên, hạn chế về môi trường và địa lý, yêu cầu về thể chế và pháp lý và biến động hoàn toàn ngẫu nhiên. Do đó, các nhà kinh tế phải đưa ra lựa chọn hợp lý về biến nào và mối quan hệ nào giữa các biến này là có liên quan và cách phân tích và trình bày thông tin này sao cho có ích.
Lựa chọn rất quan trọng vì bản chất của một mô hình kinh tế thường sẽ xác định những sự thật nào sẽ được xem xét và cách chúng sẽ được biên soạn. Ví dụ, lạm phát là một khái niệm kinh tế chung, nhưng để đo lường lạm phát đòi hỏi phải có mô hình hành vi, để một nhà kinh tế có thể phân biệt giữa thay đổi giá tương đối và thay đổi giá được quy cho lạm phát.
Ngoài mục đích học tập chuyên nghiệp, việc sử dụng các mô hình bao gồm:
- Dự báo hoạt động kinh tế theo cách kết luận có liên quan logic với các giả định;
- Đề xuất chính sách kinh tế để sửa đổi hoạt động kinh tế trong tương lai;
- Trình bày các lý lẽ hợp lý để biện minh chính trị chính sách kinh tế ở cấp quốc gia, để giải thích và ảnh hưởng đến chiến lược của công ty ở cấp độ của công ty, hoặc đưa ra lời khuyên thông minh cho các quyết định kinh tế hộ gia đình ở cấp hộ gia đình.
- Lập kế hoạch và phân bổ, trong trường hợp các nền kinh tế kế hoạch tập trung, và ở quy mô nhỏ hơn trong hậu cần và quản lý doanh nghiệp.
- Trong tài chính, các mô hình dự đoán đã được sử dụng từ những năm 1980 để giao dịch (đầu tư và đầu cơ). Ví dụ, trái phiếu thị trường mới nổi thường được giao dịch dựa trên các mô hình kinh tế dự đoán sự tăng trưởng của quốc gia đang phát triển phát hành chúng. Từ những năm 1990, nhiều mô hình quản lý rủi ro dài hạn đã kết hợp các mối quan hệ kinh tế giữa các biến mô phỏng trong nỗ lực phát hiện các kịch bản tương lai tiếp xúc cao (thường thông qua phương pháp Monte Carlo).

Một mô hình thiết lập một khung lập luận để áp dụng logic và toán học có thể được thảo luận và kiểm tra độc lập và có thể được áp dụng trong các trường hợp khác nhau. Các chính sách và lập luận dựa trên các mô hình kinh tế có cơ sở rõ ràng cho sự đúng đắn, cụ thể là tính hợp lệ của mô hình hỗ trợ.
Các mô hình kinh tế trong sử dụng hiện tại không giả vờ là lý thuyết của mọi thứ kinh tế; bất kỳ giả vờ nào như vậy sẽ ngay lập tức bị cản trở bởi tính không khả thi tính toán và tính không hoàn chỉnh hoặc thiếu lý thuyết cho các loại hành vi kinh tế khác nhau. Do đó, kết luận rút ra từ các mô hình sẽ là đại diện gần đúng của các sự kiện kinh tế. Tuy nhiên, các mô hình được xây dựng đúng có thể loại bỏ thông tin bên ngoài và cô lập các xấp xỉ hữu ích của các mối quan hệ chính. Theo cách này có thể hiểu nhiều hơn về các mối quan hệ trong câu hỏi hơn là cố gắng hiểu toàn bộ quá trình kinh tế.
Các chi tiết xây dựng mô hình thay đổi theo loại mô hình và ứng dụng của nó, nhưng một quy trình chung có thể được xác định. Nói chung, bất kỳ quy trình mô hình hóa nào cũng có hai bước: tạo mô hình, sau đó kiểm tra độ chính xác của mô hình (đôi khi được gọi là chẩn đoán). Bước chẩn đoán rất quan trọng vì một mô hình chỉ hữu ích ở mức độ nó phản ánh chính xác các mối quan hệ mà nó có ý định mô tả. Tạo và chẩn đoán một mô hình thường là một quá trình lặp đi lặp lại trong đó mô hình được sửa đổi (và hy vọng được cải thiện) với mỗi lần lặp lại chẩn đoán và thay số. Khi một mô hình thỏa đáng được tìm thấy, nó cần được kiểm tra lại bằng cách áp dụng nó cho một tập dữ liệu khác.